# 25. ceremonia wręczenia nagród Gildii Aktorów Ekranowych

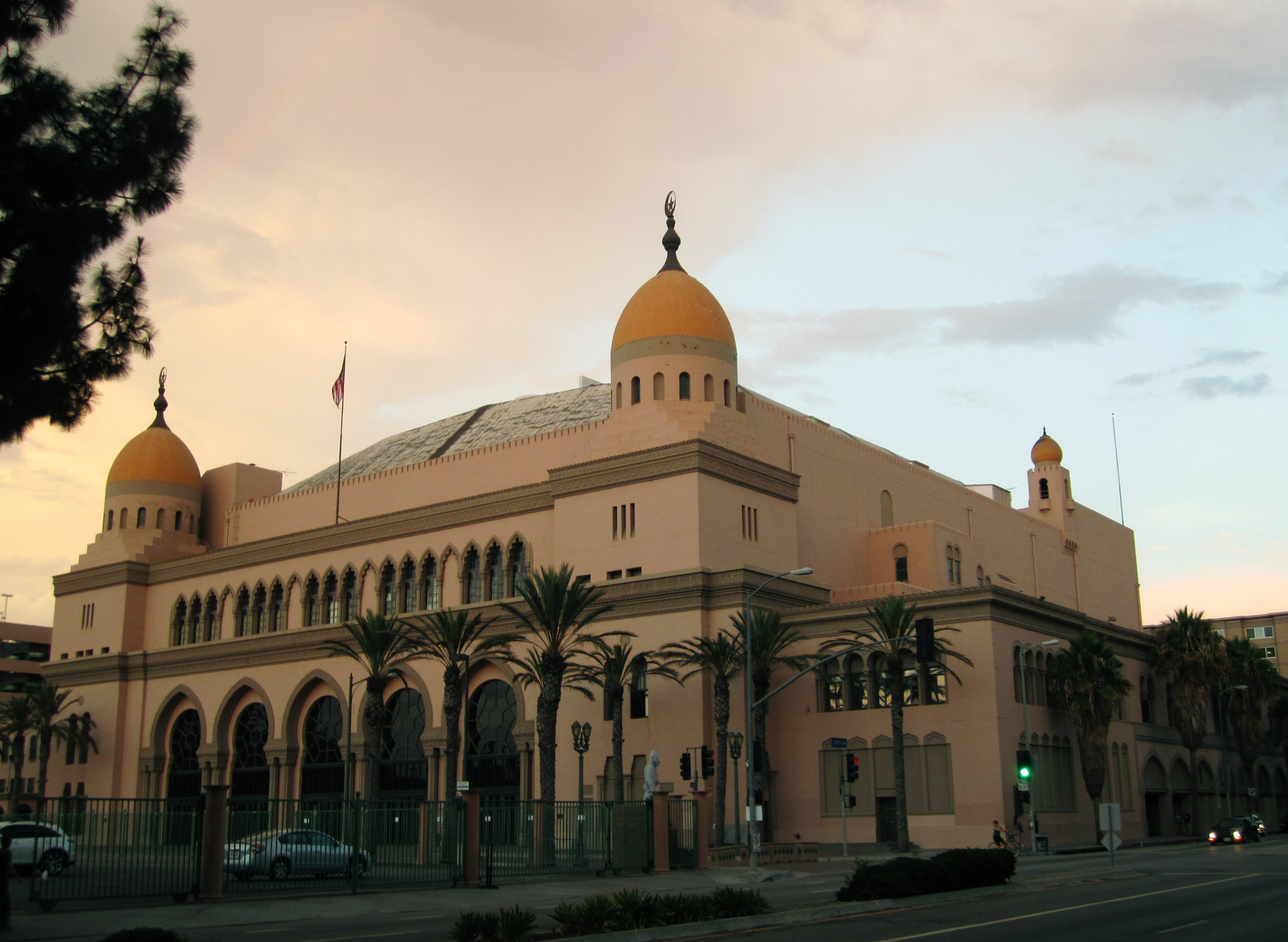
The Shrine auditorium-Al Malaikh Temple

25. ceremonia wręczenia nagród Gildii Aktorów Ekranowych za rok 2018, odbyła się 27 stycznia 2019 roku tradycyjnie w Shrine Exposition Center w Los Angeles.
Galę wręczenia nagród transmitowała stacja TNT. Nagrody zostały przyznane za wybitne osiągnięcia w sztuce aktorskiej w minionym roku. Wyboru dokonuje blisko 165. tysięcy członków Gildii Aktorów Ekranowych. Prowadzącą galę była Megan Mullally.
Nominacje do nagród ogłoszone zostały 12 grudnia 2018 roku, a prezentacji dokonały Awkwafina i Laverne Cox przy udziale wiceprezydenta SAG-AFTRA Gabrielle Carteris. Nominacje zaprezentowano podczas konferencji w Pacific Design Center’s SilverScreen Theater w West Hollywood.
Nagrodę za osiągnięcia życia otrzymał Alan Alda.

## Laureaci i nominowani
Laureaci nagród wyróżnieni są wytłuszczeniem

### Produkcje kinowe

#### Wybitny występ aktora w roli pierwszoplanowej
- Rami Malek – Bohemian Rhapsody jako Freddie Mercury
  - Bradley Cooper – Narodziny gwiazdy jako Jackson Maine
  - Christian Bale – Vice jako Dick Cheney
  - Viggo Mortensen – Green Book jako Frank „Tony Lip” Vallelonga
  - John David Washington – Czarne bractwo. BlacKkKlansman jako Ron Stallworth

#### Wybitny występ aktorki w roli pierwszoplanowej
- Glenn Close – Żona jako Joan Castleman
  - Emily Blunt – Mary Poppins powraca jako Mary Poppins
  - Olivia Colman – Faworyta jako królowa Anna
  - Lady Gaga – Narodziny gwiazdy jako Ally Maine
  - Melissa McCarthy – Czy mi kiedyś wybaczysz? jako Lee Israel

#### Wybitny występ aktora w roli drugoplanowej
- Mahershala Ali – Green Book jako Don Shirley
  - Timothée Chalamet – Mój piękny syn jako Nic Sheff
  - Adam Driver – Czarne bractwo. BlacKkKlansman jako Flip Zimmerman
  - Sam Elliott – Narodziny gwiazdy jako Bobby Maine
  - Richard E. Grant – Czy mi kiedyś wybaczysz? jako Jack Hock

#### Wybitny występ aktorki w roli drugoplanowej
- Emily Blunt – Ciche miejsce jako Evelyn Abbott
  - Amy Adams – Vice jako Lynne Cheney
  - Margot Robbie – Maria, królowa Szkotów jako królowa Elżbieta I
  - Emma Stone – Faworyta jako Abigail Hill
  - Rachel Weisz – Faworyta jako Sarah Churchill

#### Wybitny występ zespołu aktorskiego w filmie kinowym
- Czarna Pantera
  - Czarne bractwo. BlacKkKlansman
  - Bohemian Rhapsody
  - Bajecznie bogaci Azjaci
  - Narodziny gwiazdy

#### Wybitny występ zespołu kaskaderskiego w filmie kinowym
- Czarna Pantera
  - Ant-Man i Osa
  - Avengers: Wojna bez granic
  - Ballada o Busterze Scruggsie
  - Mission: Impossible – Fallout

### Produkcje telewizyjne

#### Wybitny występ aktora w miniserialu lub filmie telewizyjnym
- Darren Criss – Zabójstwo Versace jako Andrew Cunanan
  - Antonio Banderas – Geniusz: Picasso jako Pablo Picasso
  - Hugh Grant – Skandal w angielskim stylu jako Jeremy Thorpe
  - Anthony Hopkins – Król Lear jako Lear
  - Bill Pullman – Grzesznica jako Harry Ambrose

#### Wybitny występ aktorki w miniserialu lub filmie telewizyjnym
- Patricia Arquette – Ucieczka z Dannemory jako Tilly Mitchell
  - Amy Adams – Ostre przedmioty jako Camille Preaker
  - Patricia Clarkson – Ostre przedmioty jako Adora Crellin
  - Penélope Cruz – Zabójstwo Versace jako Donatella Versace
  - Emma Stone – Wariat jako Annie Landsberg

#### Wybitny występ aktora w serialu dramatycznym
- Jason Bateman – Ozark jako Martin „Marty” Byrde
  - Sterling K. Brown – Tacy jesteśmy jako Randall Pearson
  - Joseph Fiennes – Opowieść podręcznej jako Commander Fred Waterford
  - John Krasinski – Tom Clancy’s Jack Ryan jako Jack Ryan
  - Bob Odenkirk – Zadzwoń do Saula as Jimmy McGill/Saul Goodman

#### Wybitny występ aktorki w serialu dramatycznym
- Sandra Oh – Obsesja Eve jako Eve Polastri
  - Julia Garner – Ozark jako Ruth Langmore
  - Laura Linney – Ozark jako Wendy Byrde
  - Elisabeth Moss – Opowieść podręcznej jako June Osborne/Offred
  - Robin Wright – House of Cards jako Claire Underwood

#### Wybitny występ aktora w serialu komediowym
- Tony Shalhoub – Wspaniała pani Maisel jako Abe Weissman
  - Alan Arkin – The Kominsky Method jako Norman Newlander
  - Michael Douglas – The Kominsky Method jako Sandy Kominsky
  - Bill Hader – Barry jako Barry Berkman / Barry Block
  - Henry Winkler – Barry jako Gene Cousineau

#### Wybitny występ aktorki w serialu komediowym
- Rachel Brosnahan – Wspaniała pani Maisel jako Miriam „Midge” Maisel
  - Alex Borstein – Wspaniała pani Maisel jako Susie Myerson
  - Alison Brie – GLOW jako Ruth Wilder
  - Jane Fonda – Grace i Frankie jako Grace Hanson
  - Lily Tomlin – Grace i Frankie jako Frankie Bergstein

#### Wybitny występ zespołu aktorskiego w serialu dramatycznym
- Tacy jesteśmy
  - Zawód: Amerykanin
  - Zadzwoń do Saula
  - Opowieść podręcznej
  - Ozark

#### Wybitny występ zespołu aktorskiego w serialu komediowym
- Wspaniała pani Maisel
  - Atlanta
  - Barry
  - GLOW
  - The Kominsky Method

#### Wybitny występ zespołu kaskaderskiego w serialu telewizyjnym
- GLOW
  - Daredevil
  - Tom Clancy’s Jack Ryan
  - Żywe trupy
  - Westworld

### Nagroda za osiągnięcia życia
- Alan Alda